# Aleksandra Kowalczuk
Aleksandra Kowalczuk (ur. 18 grudnia 1996 w Hrubieszowie) – polska taekwondzistka.
W młodości trenowała m.in. gimnastykę i jazdę konną. Taekwondo zaczęła trenować w wieku 11 lat w Olsztynie, do którego wcześniej przeprowadziła się wraz z rodziną. Do tego sportu zachęciła ją trenerka, która zauważyła ją na zajęciach gimnastyki. Jej pierwszym trenerem był Marcin Chorzelewski.
W 2013 wywalczyła mistrzostwo Europy juniorów w kategorii pow. 68 kg. W 2015 zdobyła brązowy medal młodzieżowych mistrzostw Europy w kategorii pow. 73 kg, a rok później na tych samych zawodach wywalczyła srebro.
W 2017 została srebrną medalistką uniwersjady w kategorii pow. 73 kg. Rok później została mistrzynią Europy w tej samej kategorii.
Reprezentowała Start Olsztyn, a obecnie jest zawodniczką AZS-u Poznań. Jej trenerami są Arkadiusz Kordus, Waldemar Łakomy i Łukasz Scheffler. Ma młodszą siostrę Oliwię. Studiowała wychowanie fizyczne na AWF Poznań.
Podczas Igrzysk Olimpijskich Tokio 2020 przegrała z Brytyjką Biancą Walkden 3:7 walkę o brązowy medal olimpijski w kategorii 67 kg w taekwondo.